# Art et Regard des Femmes
Art et Regard des Femmes (ARF) est un collectif de femmes artistes, actif dès 1977, dont la première réunion officielle s'est tenue au FIAP (Foyer International d'Accueil étudiant de Paris) le 15 mars 1978 et qui a perduré jusqu'en 1983,,.

## Historique
L’initiative défend « un lieu permanent d’expression plastique pour les femmes » : « À la première réunion ouverte de l’association [...] sont venues environ 150 femmes, de Paris, de banlieue et de province, 150 femmes de 20 à 70 ans, des plus marginales aux plus intégrées, professionnelles, débutantes, amateurs [...], ayant envie de s’exprimer mais n’en trouvant pas la possibilité ». Toutefois, selon Fabienne Dumont, les membres de ce groupe sont plus autodidactes, et disposent de moins de moyens financiers que les autres groupes d'artistes femmes se créant à la même période.
En 1979, le collectif, qui a bénéficié d'une subvention de 135 000 francs de la mairie de Paris, est constitué d'une vingtaine de femmes artistes ou écrivaines. En 1980, Anne-Marie Gourier cède son rôle de Présidente à Mariette Teisserenc et le collectif se dote de son propre local grâce à l'octroi d'une subvention du Ministère de la Culture, 22 rue du Temple (4e arrondissement de Paris).
La même année, « la galerie Art et Regard des Femmes a lancé son programme d’expositions. Judith Wolfe, artiste d’origine américaine installée en France depuis 1966, y a exposé ses grands tableaux qui évoquent des paysages monumentaux de l’ouest américain. Aujourd’hui, l’artiste reconnaît que cette exposition l’a aidée à sortir de son double isolement en tant qu’artiste femme et étrangère ».
Le collectif est même le seul à Paris « à mettre en place un lieu qui sert de galerie, d’atelier, d’espace de formation et de discussion. Les créations se veulent interdisciplinaires, mais sont principalement centrées sur les arts visuels. Nicole Millet, Danièle Blanchelande, Mariette Teisse-renc et Ody Saban en assurent la dynamique »,.

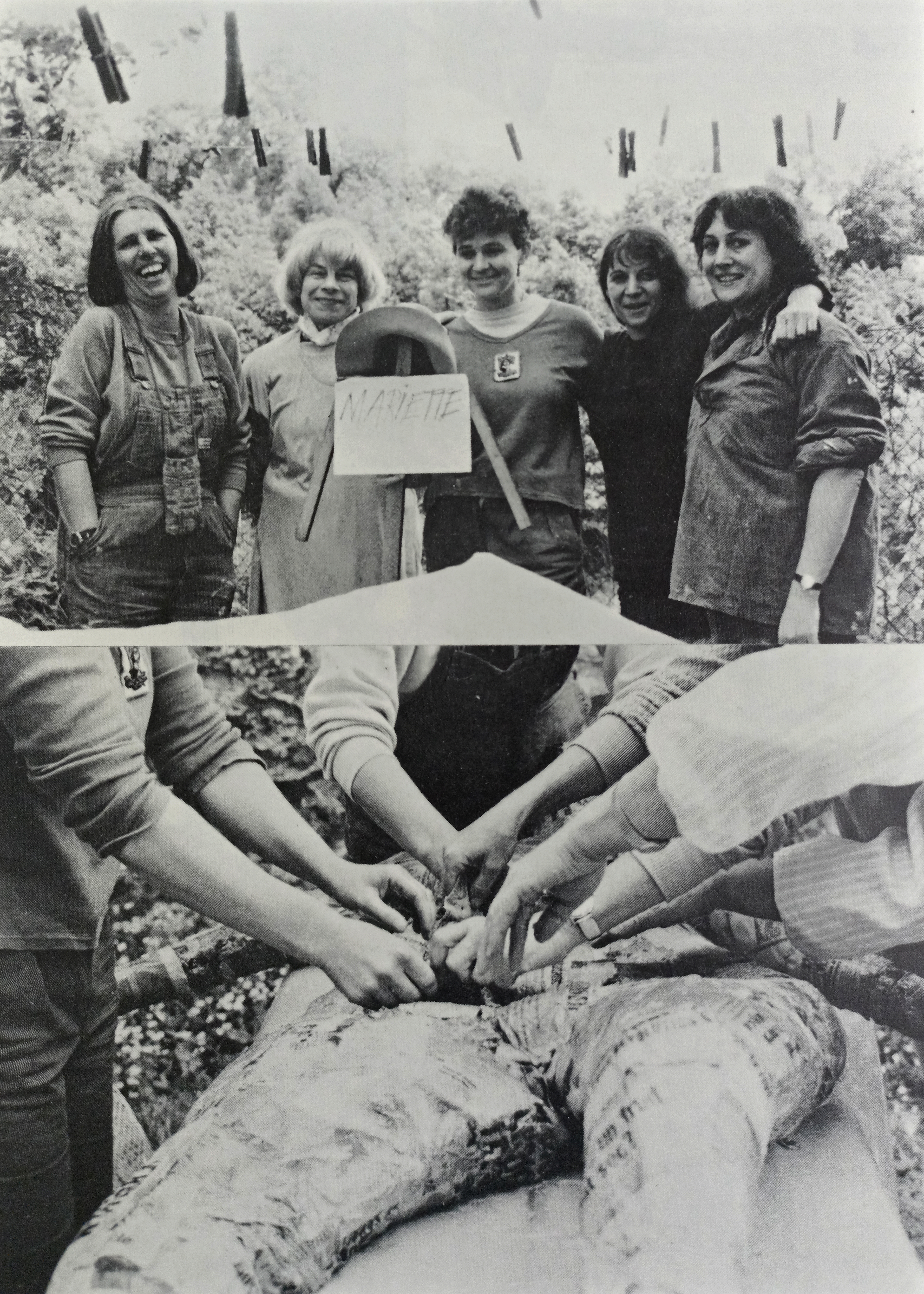
Art et Regard des Femmes : « Femmes Jardins », Berlin 1982

En septembre 1982, un noyau de ce groupe d’artistes (Micheline Doke, Simone Bocognano dite « Boka », Mariette Teisserenc, Claire Feuillet, Marie-Claire Taroni et Evelyne Petiteau) représente le collectif à l’exposition-événement « Unbeachtete Produktionsformen » (en français : Formes de production ignorées) du Festival international des Femmes Artistes de Berlin. Leur réalisation commune s’intitule « Femmes Jardins / Frauen-Gärten »,,.

## Liste des membres actives (partielle)
Selon l'historienne de l'art Fabienne Dumont, Art et Regard des Femmes compte 250 personnes répertoriées - dont 60 membres actives - sur la période 1978-1980.
- Monique Abecassis, peintre
- Marie-Noëlle Abitbol, designer textile
- Solange Ambrosini, peintre
- Joëlle Aëli[13], peintre
- Silvie Bao
- Danièle Blanchelande[14], peintre
- Simone Bocognano (dite « Boka »), peintre
- Renée Betrand-Bossaert (1945)[15], sculptrice
- Michèle Beufé (1941-2018), illustratrice
- Caroline Bovis (1949), graphiste
- Annick Brault, sculptrice
- Doune Césari-Tissot (1945)[16], peintre
- Chris Daltroff[17], peintre
- Francine Dancarville (1931-2021), peintre
- Marie Dief (1949), peintre
- Micheline Doke-Standaert (1931-2021)[18], sculptrice
- Claude Durand (1945), peintre
- Dominique Erret
- Claire Feuillet[19],[20], plasticienne
- Monique France
- Michèle Girault, peintre
- Anne-Marie Gourier (1945)[21], dessinatrice
- Yvonne Greff-Davis (1936-1999)[22], peintre
- Colette Grangié[1] , sculptrice
- Dominique Guyot-Sionnest, peintre
- Laurence Hardy, céramiste
- Isabelle Lawrence[2], graphiste
- Anne-Marie Lefranc[23], aquarelliste
- Sine MacKinnon (en) (1901-1996)[24],[25],[26], peintre
- Jeanne-Marie Marchand
- Nicole Millet (1931), sculptrice
- Martine Moisan[27], designer textile
- Annie Molin-Vasseur (1938)[28],[29], poètesse
- Isabelle Normand, lissière
- Evelyne Petiteau[2], peintre
- Marie-Claude Pignet (1936-2015)[2], peintre
- Marie-José Pillet (1951)[30],[31], designer textile
- Gabriella Podini[32], dessinatrice
- Alice Rouillon
- Pascale Rougon, peintre
- Juliette Rousseff (1943)[33], designer textile
- Ody Saban (1953)[34], peintre
- Marie Sallantin (1946)[35], peintre
- Viviane Siman[36], photographe
- Marie-Claire Taroni[37]
- Mariette Teisserenc (1940)[18], peintre
- Judith Wolfe (1940)[38],[39],[40], peintre

## Liste des expositions (partielle)
- 1978 : ARF - Salon de la Jeune Peinture, Grand Palais (Paris)[41]
- 1979 : ARF - 10 exposants, Festival du Son, Palais des Congrès (Paris)
- 1979 : ARF - 18 femmes artistes, Mairie du 3e arrondissement de Paris
- 1979 : ARF - Peintures, sculptures, photographies, tapisseries, gravures, poèmes, FIAP : 30 rue Cabanis (Paris XIVe)[42]
- 1980 : Inauguration de la Galerie ARF - Le Corps Féminin, 3 plasticiennes (Paris)
- 1980 : Déroulements : Ody Saban et Judith Wolfe, Galerie Art et Regard des Femmes (Paris)[6]
- 1980 : ARF - Festival International des Femmes Artistes (Copenhague)[1]
- 1982 : ARF - Festival International des Femmes Artistes, Maison des Arts de Bethanien (de) (Berlin)[11]